# Komuna e Kotës
Komuna e Kotës är en kommun i Albanien.   Den ligger i prefekturen Qarku i Vlorës, i den sydvästra delen av landet, 110 km söder om huvudstaden Tirana.
Trakten runt Komuna e Kotës består till största delen av jordbruksmark.  Runt Komuna e Kotës är det ganska tätbefolkat, med 86 invånare per kvadratkilometer.